# Phyllonorycter clepsiphaga
Phyllonorycter clepsiphaga är en fjärilsart som först beskrevs av Edward Meyrick 1922.  Phyllonorycter clepsiphaga ingår i släktet guldmalar, och familjen styltmalar. Inga underarter finns listade i Catalogue of Life.